# Cuprocopiapita
La cuprocopiapita és un mineral de la classe dels sulfats, que pertany al grup de la copiapita. Anomenada així en al·lusió al membre del grup de la copiapita que presenta coure com a metall dominant.

## Classificació
Segons la classificació de Nickel-Strunz, la cuprocopiapita pertany a «07.DB: Sulfats (selenats, etc.) amb anions addicionals, amb H₂O, amb cations de mida mitjana només; octaedres aïllats i unitats finites» juntament amb els següents minerals: aubertita, magnesioaubertita, svyazhinita, khademita, jurbanita, rostita, ortominasragrita, anortominasragrita, minasragrita, amarantita, bobjonesita, hohmannita, aluminocopiapita, metahohmannita, copiapita, calciocopiapita, ferricopiapita, magnesiocopiapita i zincocopiapita.

## Característiques
La cuprocopiapita és un sulfat de fórmula química Cu²⁺Fe³⁺ ₄(SO₄)₆(OH)₂(H₂O)₁₄·6H₂O. Cristal·litza en el sistema triclínic. La seva duresa a l'escala de Mohs és 2,5 a 3. És soluble en aigua.

## Formació i jaciments
La cuprocopiapita ha estat descrita associada a calcantita i coquimbita. S'ha descrit a Austràlia, Xile, Xina, Grècia, Birmània, Portugal i als Estats Units.